# Kōmeitō
Kōmeitō (jap. 公明党 Kōmei-tō; oficjalna nazwa po ang.: Komeito, dawniej New Komeito) – japońska konserwatywna partia polityczna. Silnie związana ze świeckim, buddyjskim ruchem religijnym Sōka Gakkai (Stowarzyszenie Tworzenia Wartości), działającym w oparciu o nauki XIII-wiecznego mnicha buddyjskiego, Nichirena.
Od 1999 roku (z wyjątkiem lat 2009–2012, kiedy u władzy była Partia Demokratyczna, Minshu-tō; ang. Democratic Party of Japan) jest w koalicji z Partią Liberalno-Demokratyczną (Jiyū-minshu-tō, w skrócie Jimin-tō; ang. Liberal Democratic Party, LDP).

## Historia
Początki partii sięgają 1961 roku wraz z powołaniem Kōmei Seiji Renmei (公明政治連盟, Ligi Polityki Czystych Rządów lub inaczej Politycznej Federacji na rzecz Czystych Rządów). Rok później utworzono organ prasowy Kōmei Shimbun. W 1964 roku powstała partia polityczna o nazwie Kōmeitō (Partia Czystych Rządów, ang. Clean Government Party). Od lat 70. XX wieku utrzymuje poparcie na poziomie około 10%.
W latach 90. XX wieku w japońskim krajobrazie politycznym zaszły poważne przemiany. Kōmeitō została oficjalnie rozwiązana w 1994 roku, aby stać się partnerem rządu koalicyjnego. Współpraca zakończyła się niepowodzeniem i byli parlamentarzyści Kōmeitō połączyli siły, aby w 1998 roku utworzyć Shin-Kōmeitō (Nową Komeito).
Obecna bardziej umiarkowana i centrowa partia, w październiku 1999 roku dołączyła do koalicji z rządzącą LDP, która potrzebowała Kōmeitō do utrzymania większości w Zgromadzeniu Narodowym.
W 2003 roku partia zgodziła się na wprowadzenie tymczasowej ustawy legalizującej rozmieszczenie sił japońskich w Iraku. Została ona wniesiona pod obrady przez rząd premiera Jun’ichirō Koizumiego i przyjęta jako: Humanitarian Relief and Iraqi Reconstruction Special Measures Law („Ustawa o pomocy humanitarnej i specjalnych środkach w zakresie odbudowy Iraku”), co pozwoliło na ominięcie „pokojowej konstytucji” i poparcie sił amerykańskich w czasie wojny z Irakiem.
W wyborach do parlamentu w latach 2003 i 2004 poradziła sobie dzięki niezwykle zaangażowanej i dobrze zorganizowanej bazie wyborczej Sōka Gakkai.
W wyborach powszechnych w 2012 roku koalicja LDP/Komeito powróciła do władzy. Akihiro Ōta, były lider partii, został ministrem ziemi, infrastruktury, transportu i turystyki.
We wrześniu 2014 roku partia zmieniła nazwę w języku angielskim z Nowej Komeito na Komeito (Komeito Party).
W lipcu 2015 roku Komeito poparła dążenie premiera Shinzō Abe do zmiany konstytucji, aby dać Japońskim Siłom Samoobrony (Jieitai) ograniczone uprawnienia do walki w konfliktach zagranicznych po raz pierwszy od czasów II wojny światowej, co pozwoliłoby „Siłom Samoobrony na ściślejszą współpracę ze Stanami Zjednoczonymi poprzez zapewnienie wsparcia logistycznego, a w pewnych okolicznościach zbrojnego wsparcia w konfliktach międzynarodowych” oraz „uzupełnienie wytycznych w dwustronnej umowie dotyczącej współpracy sił japońskich i amerykańskich, które zostały podpisane przez oba narody” wcześniej w 2015.
Pomimo ewolucji politycznej, jaką przeszła partia na przestrzeni lat, jej podstawowe ideały i zasady pozostają takie same: dać głos polityczny najsłabszym i niedostatecznie reprezentowanym członkom społeczeństwa w kwestiach pokoju, zabezpieczenia społecznego, edukacji, środowiska i praw człowieka.

## Platforma partyjna (wybrane fragmenty)
Humanizm oparty na świętości życia
U podstaw działań partii leży humanizm, który przywiązuje najwyższą wagę do życia, prawa do przetrwania i szczęścia zarówno dla każdej jednostki, jak i dla ludzkości. Polityka musi służyć ludziom, a jej podstawowym celem jest zapewnienie i promowanie prawa wszystkich ludzi do życia i rozwoju w jak najbardziej humanitarny sposób. Dziś zasady praw człowieka zajmują centralne miejsce w matrycy podstawowych potrzeb człowieka, od pokoju i rozwoju gospodarczego po harmonię z naturą. Obrona tych praw przez Komeito opiera się na wierze w świętość życia i zrozumieniu, że ochrona i propagowanie tych praw są tak samo ważne dla Japonii, jak i dla świata w XXI wieku.
Przekształcanie Nowej Japonii
Komeito działa zgodnie z zasadą, że dobrobyt jednostki i dobrobyt społeczny są nierozłączne i wzajemnie zależne. Od ponad wieku Japonia traktuje rozwój przemysłowy jako priorytet i opiera się na eksporcie, który napędza wzrost gospodarczy. Kraj stał się jedną z potęg gospodarczych świata, ale naród zapłacił wysoką cenę za ten sukces.
Reżim ten, w którym w dużej mierze pomijano indywidualnego obywatela, zaczął wykazywać oznaki przymusu i zniekształcenia. Podział bogactwa stał się nieproporcjonalny zarówno pod względem ekonomicznym, jak i społecznym, a prawo do godnego życia jako jednostki osłabiło się. Japonia może być gigantem gospodarczym, ale jakość życia jej obywateli pozostaje haniebnie słabo rozwinięta. To rozbieżność wymagająca pilnych napraw. Japonia musi wypracować nowy porządek gospodarczy, który nie tylko zgadza się z zasadami wolnego rynku, ale zapewnia równość społeczną i chroni najsłabszych członków społeczeństwa.
Współistnienie ludzkości i przyrody
Ochrona planety przed zanieczyszczeniem środowiska i wyczerpaniem się zasobów naturalnych jest sprawą najwyższej wagi dla ludzkości, jak również obowiązkiem wobec przyszłych pokoleń. Aby mogły one cieszyć się bogactwem Ziemi, musi nastąpić zmiana paradygmatu w sposobie produkcji i konsumpcji dóbr. Należy przyjąć nowy styl życia, w którym jakość życia jest ważniejsza niż zamożność materialna.
Globalne obywatelstwo, globalne korzyści
Ludzkość stoi na krytycznym rozdrożu. Chociaż widmo III wojny światowej ustąpiło wraz z końcem „zimnej wojny”, ogromne zapasy broni jądrowej nadal zagrażają naszemu przetrwaniu jako gatunku. Pojawiają się kryzysy w skali globalnej: środowisko, energia, eksplozja populacji, głód, ubóstwo i naruszenia praw człowieka. Jedyną realną alternatywą jest przezwyciężenie ograniczeń państwa narodowego i przyjęcie prawdziwie globalnej wizji. Jako partia zaangażowana w globalne obywatelstwo Komeito dąży do połączenia wszystkiego, co dzieli ludzkość, jak zwięźle wskazał Manifest Russella-Einsteina w 1955 roku: „Pamiętaj o swoim człowieczeństwie i zapomnij o reszcie”.
Wkład Japonii dla świata
Japonia jest jedną z najpotężniejszych gospodarek świata i społeczność międzynarodowa zaczęła polegać na niej pod kątem jej wkładu dla świata zgodnie z jej statusem. Japonia musi przyjąć na siebie wiodącą rolę w promowaniu interesów całej ludzkości, działając zgodnie z zasadą, że światowy dobrobyt jest nierozerwalnie związany z jej własnym dobrobytem. Komeito konsekwentnie opowiada się za tym, aby ONZ zajmowała poczesne miejsce w programie polityki zagranicznej Japonii. Ułatwi to z jednej strony przeprowadzenie potrzebnej reformy ONZ, a z drugiej posłuży wzmocnieniu tej organizacji i rozszerzeniu jej roli i odpowiedzialności na świecie. W ten sposób można osiągnąć znaczący postęp w zakresie m.in.: rozbrojenia, ochrony środowiska, kwestii Północ-Południe.
Decentralizacja rządu i prawdziwa demokracja
Komeito jest orędownikiem decentralizacji rządu krajowego i wzmocnienia samorządów lokalnych poprzez przyznanie im większej autonomii i udziału w szerszych procesach decyzyjnych. Decentralizacja ożywia demokrację, zbliża rząd do obywateli.
Sprostanie wyzwaniom, otwarcie perspektyw
Partia dąży do wzniosłych zasad, ale z pozycji ugruntowanego realizmu, a jej polityczne ideały są mocno związane z surową rzeczywistością współczesnego świata. Będzie zawsze postępować zgodnie z zobowiązaniami założycielskimi: nieustannie angażować obywateli w dialog, uczestniczyć w ich walce i żyć wśród nich. Od momentu swojego powstania w 1964 roku Komeito działa na rzecz dobra publicznego, kierując się poczuciem sprawiedliwości społecznej i kodeksem etycznym. Jest to klucz do dalszego sukcesu jako partii politycznej ludu.

## Relacje z Sōka Gakkai
Kōmeitō nazywana jest „politycznym ramieniem” Sōka Gakkai mimo formalnego odseparowania się partii od religijnej grupy w 1970. Relacje pomiędzy Nową Komeito i Komeito a Sōka Gakkai były przedmiotem debat, a także narzędziem politycznego nacisku i krytyki rywali. Stanowisko partii w tej sprawie było jednak wielokrotnie potwierdzane: Sōka Gakkai to główny elektorat, który zarówno na szczeblu lokalnym, jak i krajowym, popiera partię ze względu na zasady i cele polityczne. Kolejne rządy konsekwentnie podtrzymywały konstytucyjność relacji pomiędzy partią a stowarzyszeniem, utrzymując od dziesięcioleci, że nie narusza ona zasady rozdziału religii i państwa.

## Liderzy
Obecnym liderem Komeito jest urodzony w 1952 w Hitachinaka prawnik Natsuo Yamaguchi, a sekretarzem generalnym Tetsuo Saitō.

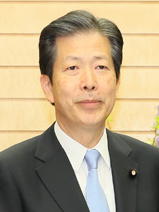
Natsuo Yamaguchi, szef partii

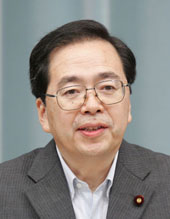
Tetsuo Saitō, sekretarz generalny

- Kōji Harashima (1964)
- Takehisa Tsuji (1964-1967)
- Yoshikatsu Takeiri (1967-1986)
- Jun’ya Yano (1986-1989)
- Kōshirō Ishida (1989-1994)
- Tomio Fujii (1994-1998)
- Toshiko Hamayotsu (1998)
- Takenori Kanzaki (1998-2006)
- Akihiro Ōta (2006-2009)
- Natsuo Yamaguchi (2009-obecnie)

## Wyniki wyborów

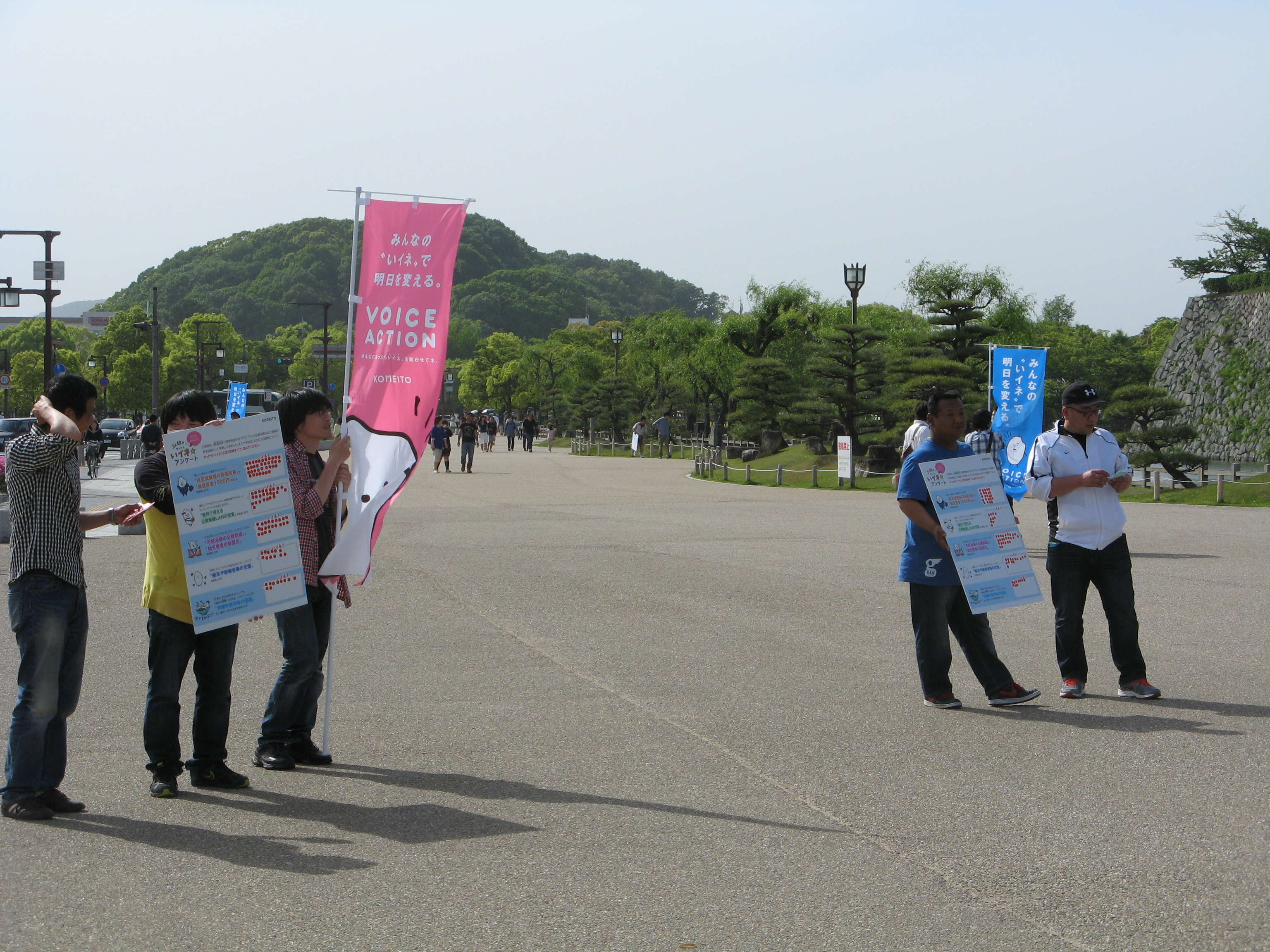
Aktywiści partii przed zamkiem Himeji

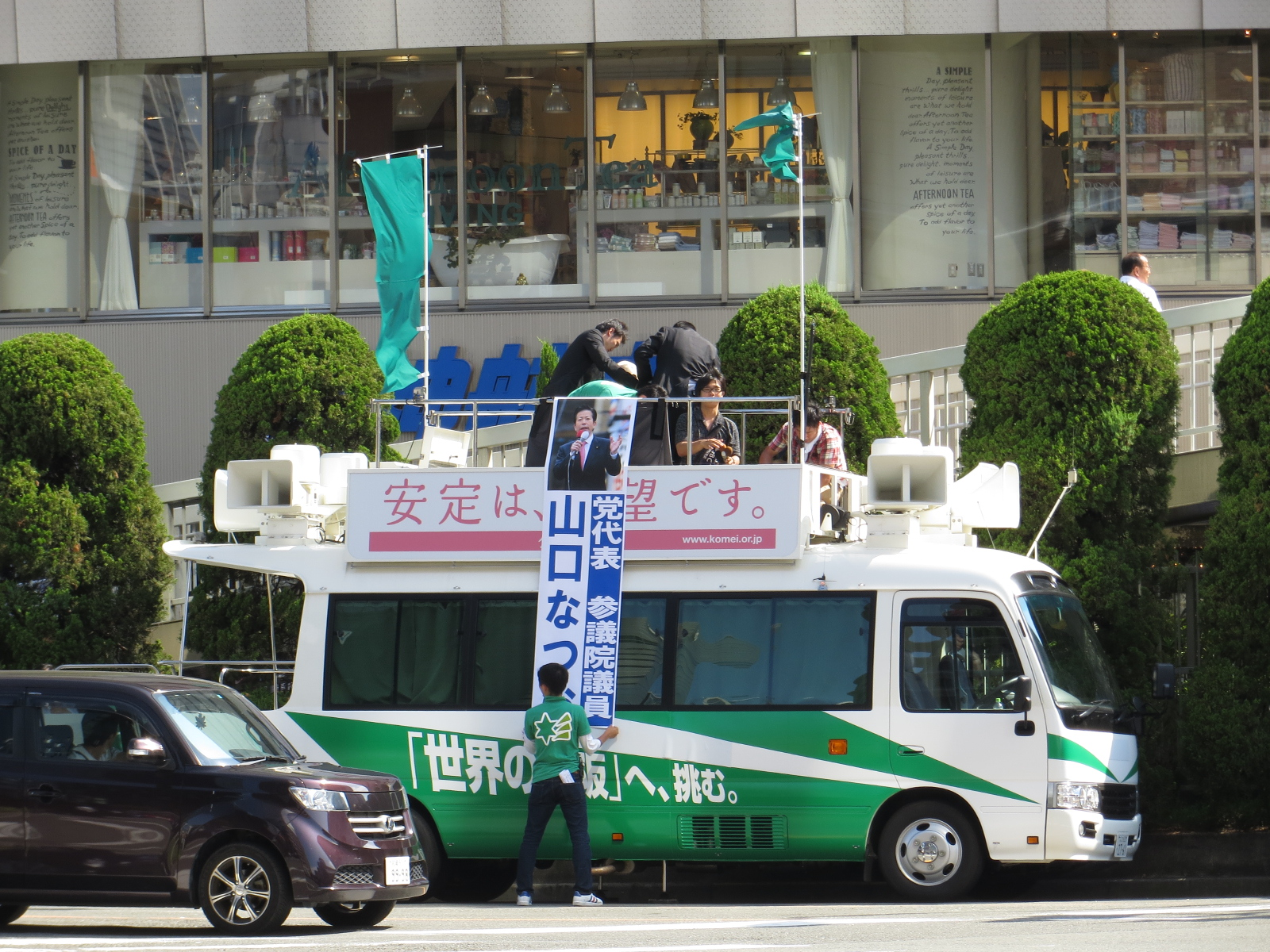
Kampania wyborcza szefa partii do Izby Radców, 2013

### Izba Reprezentantów
| Rok  | Głosy     | % głosów | Mandaty | ± (%)       |
| ---- | --------- | -------- | ------- | ----------- |
| 1967 | 2,472,371 | 5,4      | 25/486  | nowa partia |
| 1969 | 5,124,666 | 10,9     | 47/486  | 5,4         |
| 1972 | 4,436,755 | 8,5      | 29/491  | 2,5         |
| 1976 | 6,177,300 | 10,9     | 55/511  | 2,4         |
| 1979 | 5,282,682 | 9,8      | 57/511  | 1,8         |
| 1980 | 5,329,942 | 9,0      | 33/511  | 0,8         |
| 1983 | 5,745,751 | 10,1     | 58/511  | 1,1         |
| 1986 | 5,701,277 | 9,4      | 56/512  | 0,7         |
| 1990 | 5,242,675 | 8,0      | 45/512  | 1,4         |
| 1993 | 5,114,351 | 8,1      | 51/511  | 0,1         |
| 2000 | 7,762,032 | 13,0     | 31/480  | 4,9         |
| 2003 | 8,733,444 | 14,8     | 34/480  | 1,8         |
| 2005 | 8,987,620 | 13,3     | 31/480  | 1,5         |
| 2009 | 8,054,007 | 11,5     | 21/480  | 1,8         |
| 2012 | 7,116,474 | 11,9     | 31/480  | 0,4         |
| 2014 | 7,314,236 | 13,7     | 35/475  | 1,8         |
| 2017 | 6,977,712 | 12,5     | 29/465  | 1,2         |

### Izba Radców
| Rok  | Głosy      | % głosów | Mandaty | ± (%)       |
| ---- | ---------- | -------- | ------- | ----------- |
| 1962 | 4,124,269  | 11,5     | 15/254  | nowa partia |
| 1965 | 5,097,682  | 13,7     | 20/254  | 2,2         |
| 1968 | 6,656, 771 | 15,5     | 24/251  | 1,8         |
| 1971 | 5,626,293  | 14,1     | 22/251  | 1,4         |
| 1974 | 6,360,419  | 12,1     | 24/260  | 2           |
| 1977 | 7,174,459  | 14,2     | 25/252  | 2,1         |
| 1980 | 6,669,387  | 11,9     | 26/252  | 2,3         |
| 1983 | 7,314,465  | 15,7     | 27/252  | 3,8         |
| 1986 | 7,438,501  | 13,0     | 24/252  | 2,7         |
| 1989 | 6,097,971  | 10,9     | 21/252  | 2,1         |
| 1992 | 6,415,503  | 14,3     | 24/252  | 3,4         |
| 1998 | 7,748,301  | 13,8     | 22/252  | 0,5         |
| 2001 | 8,187,804  | 15,0     | 23/247  | 1,2         |
| 2004 | 8,621,265  | 15,4     | 24/242  | 0,4         |
| 2007 | 7,765,329  | 13,2     | 20/242  | 1,8         |
| 2010 | 7,639,432  | 13,0     | 19/242  | 0,2         |
| 2013 | 7,568,082  | 14,2     | 20/242  | 1,2         |
| 2016 | 7,572,960  | 13,5     | 25/242  | 1,3         |
| 2019 | 7,572,973  | 13,0     | 28/245  | 0,5         |

## Organ prasowy
Partia wydaje swoją oficjalną gazetę Kōmei Shimbun. Nakład 800 tys. egzemplarzy.